# 共演
| ウィキペディアには「共演」という見出しの百科事典記事はありません（タイトルに「共演」を含むページの一覧/「共演」で始まるページの一覧）。 代わりにウィクショナリーのページ「共演」が役に立つかもしれません。 |